# 김천수 (1910년)
김천수(1910년 1월 12일~1983년 12월 30일)는 대한민국의 정치인이다. 제5대 국회의원을 지냈다.

## 역대 선거 결과
|  | 29.64% |

|  | 42.14% |

|  | 1.38% |